# Wootz
Wootz är en sorts hårt gjutstål, en sammansättning som har sitt ursprung i Indien under 300-talet f.Kr.. Enligt analyser innehåller ståltypen 1,67% kol samt något kisel, svavel och arsenik. 